# Крушинек (Александровський повіт)
Крушинек (пол. Kruszynek) — село в Польщі, у гміні Конецьк Александровського повіту Куявсько-Поморського воєводства.
Населення — 182 особи (2011).
У 1975-1998 роках село належало до Влоцлавського воєводства.

## Демографія
Демографічна структура станом на 31 березня 2011 року:
|          | Загалом | Допрацездатний вік | Працездатний вік | Постпрацездатний вік |
| -------- | ------- | ------------------ | ---------------- | -------------------- |
| Чоловіки | 94      | 22                 | 58               | 14                   |
| Жінки    | 88      | 12                 | 49               | 27                   |
| Разом    | 182     | 34                 | 107              | 41                   |